# Montevago
Montevago là một đô thị của tỉnh Agrigento ở vùng Sicilia, có vị trí cách khoảng 60 km về phía tây nam của Palermo và khoảng 70 km về phía tây bắc của Agrigento.
Montevago giáp các đô thị sau: Castelvetrano, Menfi, Partanna, Salaparuta, Santa Margherita di Belice.

## Thành phố kết nghĩa
- Piešťany, Slovakia